# Nagroda Donostia
Nagroda Donostia (hiszp. Premio Donostia, bask. Donostia Saria) – honorowa nagroda filmowa przyznawana rokrocznie, począwszy od 1986, aktorom i filmowcom na Międzynarodowym Festiwalu Filmowym w San Sebastián (SSIFF), w uznaniu za ich wybitny wkład w świat filmowy. Nazwa Donostia wywodzi się od baskijskiej nazwy miasta San Sebastián.

## Laureaci
Opracowano na podstawie materiału źródłowego:
| Rok  | Zdjęcie               | Imię i nazwisko       | Zawód                                          | Narodowość             |
| ---- | --------------------- | --------------------- | ---------------------------------------------- | ---------------------- |
| 1986 | Gregory Peck          | Gregory Peck          | aktor                                          | amerykańska            |
| 1986 | Gene Tierney          | Gene Tierney          | aktorka                                        | amerykańska            |
| 1987 | Glenn Ford            | Glenn Ford            | aktor                                          | kanadyjsko-amerykańska |
| 1988 | Vittorio Gassman      | Vittorio Gassman      | aktor, reżyser, scenarzysta                    | włoska                 |
| 1989 | Bette Davis           | Bette Davis           | aktorka                                        | amerykańska            |
| 1990 | Claudette Colbert     | Claudette Colbert     | aktorka                                        | amerykańska            |
| 1991 | Anthony Perkins       | Anthony Perkins       | aktor                                          | amerykańska            |
| 1992 | Lauren Bacall         | Lauren Bacall         | aktorka                                        | amerykańska            |
| 1993 | Robert Mitchum        | Robert Mitchum        | aktor                                          | amerykańska            |
| 1994 | Lana Turner           | Lana Turner           | aktorka                                        | amerykańska            |
| 1995 | Susan Sarandon        | Susan Sarandon        | aktorka                                        | amerykańska            |
| 1995 | Catherine Deneuve     | Catherine Deneuve     | aktorka                                        | francuska              |
| 1996 | Al Pacino             | Al Pacino             | aktor                                          | amerykańska            |
| 1997 | Michael Douglas       | Michael Douglas       | aktor                                          | amerykańska            |
| 1997 | Jeremy Irons          | Jeremy Irons          | aktor                                          | angielska              |
| 1998 | Jeanne Moreau         | Jeanne Moreau         | aktorka, reżyserka, scenarzystka               | francuska              |
| 1998 | Anthony Hopkins       | Anthony Hopkins       | aktor, reżyser, producent                      | walijska               |
| 1998 | John Malkovich        | John Malkovich        | aktor, producent                               | amerykańska            |
| 1999 | Anjelica Huston       | Anjelica Huston       | aktorka, reżyserka                             | amerykańska            |
| 1999 | Fernando Fernán Gómez | Fernando Fernán Gómez | aktor, reżyser, scenarzysta                    | hiszpańska             |
| 1999 | Vanessa Redgrave      | Vanessa Redgrave      | aktorka                                        | angielska              |
| 2000 | Michael Caine         | Michael Caine         | aktor                                          | angielska              |
| 2000 | Rober De Niro         | Robert De Niro        | aktor                                          | amerykańska            |
| 2001 | Julie Andrews         | Julie Andrews         | aktorka, piosenkarka                           | angielska              |
| 2001 | Warren Beatty         | Warren Beatty         | aktor, reżyser, scenarzysta, producent         | amerykańska            |
| 2001 | Francisco Rabal       | Francisco Rabal       | aktor, reżyser, scenarzysta                    | hiszpańska             |
| 2002 | Jessica Lange         | Jessica Lange         | aktorka                                        | amerykańska            |
| 2002 | Bob Hoskins           | Bob Hoskins           | aktor, reżyser                                 | angielska              |
| 2002 | Dennis Hopper         | Dennis Hopper         | aktor, reżyser                                 | amerykańska            |
| 2002 | Francis Ford Coppola  | Francis Ford Coppola  | reżyser, scenarzysta, producent                | amerykańska            |
| 2003 | Robert Duvall         | Robert Duvall         | aktor, reżyser, producent                      | amerykańska            |
| 2003 | Sean Penn             | Sean Penn             | aktor, reżyser                                 | amerykańska            |
| 2003 | Isabelle Huppert      | Isabelle Huppert      | aktorka                                        | francuska              |
| 2004 | Annette Bening        | Annette Bening        | aktorka                                        | amerykańska            |
| 2004 | Jeff Bridges          | Jeff Bridges          | aktor, producent, piosenkarz                   | amerykańska            |
| 2004 | Woody Allen           | Woody Allen           | aktor, reżyser, scenarzysta, producent         | amerykańska            |
| 2005 | Willem Dafoe          | Willem Dafoe          | aktor                                          | amerykańska            |
| 2005 | Ben Gazzara           | Ben Gazzara           | aktor, reżyser                                 | włosko-amerykańska     |
| 2006 | Max von Sydow         | Max von Sydow         | aktor                                          | szwedzko-francuska     |
| 2006 | Matt Dillon           | Matt Dillon           | aktor                                          | amerykańska            |
| 2007 | Liv Ullmann           | Liv Ullmann           | aktorka, reżyserka, scenarzystka               | norweska               |
| 2007 | Richard Gere          | Richard Gere          | aktor, producent                               | amerykańska            |
| 2008 | Meryl Streep          | Meryl Streep          | aktorka                                        | amerykańska            |
| 2008 | Antonio Banderas      | Antonio Banderas      | aktor, reżyser                                 | hiszpańska             |
| 2009 | Ian McKellen          | Ian McKellen          | aktor                                          | angielska              |
| 2010 | Julia Roberts         | Julia Roberts         | aktorka                                        | amerykańska            |
| 2011 | Glenn Close           | Glenn Close           | aktorka                                        | amerykańska            |
| 2012 | Oliver Stone          | Oliver Stone          | reżyser, scenarzysta, producent                | amerykańska            |
| 2012 | Ewan McGregor         | Ewan McGregor         | aktor                                          | szkocka                |
| 2012 | Tommy Lee Jones       | Tommy Lee Jones       | aktor, reżyser                                 | amerykańska            |
| 2012 | John Travolta         | John Travolta         | aktor, piosenkarz                              | amerykańska            |
| 2012 | Dustin Hoffman        | Dustin Hoffman        | aktor                                          | amerykańska            |
| 2013 | Carmen Maura          | Carmen Maura          | aktorka                                        | hiszpańska             |
| 2013 | Hugh Jackman          | Hugh Jackman          | aktor                                          | australijska           |
| 2014 | Denzel Washington     | Denzel Washington     | aktor, reżyser, producent                      | amerykańska            |
| 2014 | Benicio del Toro      | Benicio del Toro      | aktor, producent                               | portorykańska          |
| 2015 | Emily Watson          | Emily Watson          | aktorka                                        | angielska              |
| 2016 | Sigourney Weaver      | Sigourney Weaver      | aktorka, producentka                           | amerykańska            |
| 2016 | Ethan Hawke           | Ethan Hawke           | aktor, scenarzysta, producent                  | amerykańska            |
| 2017 | Ricardo Darín         | Ricardo Darín         | aktor, reżyser, producent                      | argentyńska            |
| 2017 | Monica Bellucci       | Monica Bellucci       | aktorka                                        | włoska                 |
| 2017 | Agnès Varda           | Agnès Varda           | reżyserka, scenarzystka, producentka, artystka | belgijsko-francuska    |
| 2018 | Hirokazu Koreeda      | Hirokazu Koreeda      | reżyser, scenarzysta, montażysta, producent    | japońska               |
| 2018 | Danny DeVito          | Danny DeVito          | aktor, reżyser, producent                      | amerykańska            |
| 2018 | Judi Dench            | Judi Dench            | aktorka                                        | angielska              |
| 2019 | Penélope Cruz         | Penélope Cruz         | aktorka                                        | hiszpańska             |
| 2019 | Costa-Gavras          | Costa-Gavras          | reżyser, scenarzysta, producent                | grecko-francuska       |
| 2019 | Donald Sutherland     | Donald Sutherland     | aktor                                          | kanadyjska             |
| 2020 | Viggo Mortensen       | Viggo Mortensen       | aktor                                          | duńsko-amerykańska     |
| 2021 | Johnny Depp           | Johnny Depp           | aktor, muzyk                                   | amerykańska            |
| 2021 | Marion Cotillard      | Marion Cotillard      | aktorka                                        | francuska              |
| 2022 | Juliette Binoche      | Juliette Binoche      | aktorka                                        | francuska              |
| 2022 | David Cronenberg      | David Cronenberg      | aktor, reżyser, scenarzysta                    | kanadyjska             |
| 2023 | Javier Bardem         | Javier Bardem         | aktor                                          | hiszpańska             |
| 2023 | Víctor Erice          | Víctor Erice          | reżyser                                        | hiszpańska             |
| 2023 | Hayao Miyazaki        | Hayao Miyazaki        | animator, reżyser, scenarzysta, artysta        | japońska               |
| 2024 | Cate Blanchett        | Cate Blanchett        | aktorka, producentka                           | australijska           |
| 2024 | Pedro Almodóvar       | Pedro Almodóvar       | reżyser, scenarzysta                           | hiszpańska             |